# Симеон Нови Богослов
Симеон Нови Богослов (грч. Συμεὼν ὁ Νέος Θεολόγος; 949—1022) је био византијски монах и мистички писац. Назван је Новим Богословом како би се разликовао од друга два православна свеца који такође носе епитет „Богослов“ — апостола Јована и Григорија Богослова.

## Живот
Симеон је рођен око 949. у Галати Пафлагонијској (Мала Азија), а школовао се у Цариграду. Био је дворјанин цара Василија и Константина Порфирогенита. Након тога је оставио свет и повукао се у Студитски манастир, где се подвизавао под руководством старца Симеона Студите. Био је оријентисан првенствено на монашку контемплацију. Својим духовним искуствима, која је доживео под непосредним утицајем Духовне лествице Јована Лествичника, а која је и записао, Симеон је ударио темеље исихазму, контемплативној молитви која је цветала у византијском православљу у 14. веку. Симеон је 980. године постао старишана манастира Светог Маме (Маманта) близу Цариграда. Године 1009. морао се повући с овог положаја у Хризопољ близу Цариграда због превише строгог управљања манастиром и због сукоба с цариградским патријархом око метода духовности, посебно његове привржености свом духовном оцу Симеону Студити. Након тога је постао отшелник.
Преминуо је 1022. или 1032. године у Хрисопољу. Православна црква слави га 12. марта по јулијанском, а 25. марта по грегоријанском календару.

## Списи
Симеон је писао катихезе, теолошке и етичке проповеди, писма, Химне о Љубави божјој (у којима описује своја духовна искуства) те Практичне и теолошке главе, које су састављене у виду стослова ("центурија") тј. низова од по стотину афоризама. Чувена му је и Посланица о исповедању, дуго приписивана Јовану Дамаскину, која је једно од најважнијих сведочанстава о духовним концепцијама византијског монаштва. Симеонова мистичка теологија представља посебну фазу у развију грчке духовности која је започела још крајем 2. века. Њена средишња тема јесте уверење да, примењујући уобичајене методе умне молитве, човек може доживети контемплативну „визију светлости“, што је симболични термин који означава интуитивно просветљење које мистик спознаје приликом свог сусретања с непознатим божанским. Симеон је наглашавао да такво искуство могу постићи сви који се дубински посвете молитвеном животу те да је темељно за тумачење Светог писма.
Не говорите, да је немогуће примити Божанскога Духа,
Не говорите, да је без њега могуће спасти се,
Не говорите, да му је било ко причастан а да сам то не зна,
Не говорите да је Бог невидљив за људе,
Не говорите да људи не виде Божанску светлост
Или да је то немогуће у садашње време!
Никада то није било немогуће, пријатељи!
Него је чак и веома могуће за оне који то желе.